# 山形小白川中継局
山形小白川中継局（やまがたこじらかわちゅうけいきょく）は、山形県山形市にあるアナログテレビ中継局である。

## 概要
- 当中継局は山形市松波2丁目8番1号の山形県庁屋上に置かれ、山形市中心部などへ向けて電波を発射していた。
- なお、さくらんぼテレビについては当地に中継局を置かず、山形局や周辺地域の中継局を受信していた。
- また、デジタル放送については、非該当となったため、当中継局は、2011年7月24日の停波を以って、廃局となった。

## 中継局概要
| チャンネル | 放送局名                   | 空中線電力         | ERP                | 偏波面       | 放送対象地域 | 放送区域 内世帯数 | 開局日       |
| ---------- | -------------------------- | ------------------ | ------------------ | ------------ | ------------ | ----------------- | ------------ |
| 39         | TUY テレビユー山形         | 映像100mW 音声25mW | 映像1.7W 音声420mW | 垂直偏波     | 山形県       | 不明              | -            |
| 41         | YTS 山形テレビ             | 映像100mW 音声25mW | 映像1.7W 音声420mW | 垂直偏波     | 山形県       | 不明              | -            |
| 43         | YBC 山形放送               | 映像100mW 音声25mW | 映像1.7W 音声420mW | 垂直偏波     | 山形県       | 不明              | -            |
| 45         | NHK 山形総合               | 映像100mW 音声25mW | 映像1.7W 音声420mW | 垂直偏波     | 山形県       | 不明              | -            |
| 47         | NHK 山形教育               | 映像100mW 音声25mW | 映像1.7W 音声420mW | 垂直偏波     | 全国放送     | 不明              | -            |
| 未開局     | SAY さくらんぼテレビジョン | 中継局未設置       | 中継局未設置       | 中継局未設置 | 中継局未設置 | 中継局未設置      | 中継局未設置 |

- デジタルテレビ中継局については、山形局・東沢局などを受信することとなっているため置局されない[1]。